# Спиди (DC Comics)
Спиди (англ. Speedy) — имя двух персонажей издательства DC Comics, служивших напарниками Зелёной стрелы (Оливера Куина). Первым был Рой Харпер, второй стала Мия Дерден.

## Биографии

### Рой Харпер
Реальное имя оригинального Спиди было Рой Харпер-младший. Впервые он появился в More Fun Comics #73 (ноябрь 1941), где было сказано, что он осиротевший сын Роя Харпера-старшего, лесного рейнджера, умершего, спасая главного врача Навахо по имени «Бравый Лук» из огня. Бравый Лук воспитал Роя, тренируя его в стрельбе из лука. Рой-младший отнесся к тренировкам серьезно, и был горячим поклонником Зелёной стрелы, лучника-супергероя. Рой получил возможность выступить на соревновании, судьей которого был Зелёная стрела, на котором Рой помог герою остановить ограбление, показав себя даже более быстрым стрелком, нежели герой. После смерти Бравого Лука Зелёная Стрела спросил Роя, не хочет ли он помогать ему, возможность, за которую Рой ухватился со всей силы, взяв имя Спиди. Оливер Квин, альтер эго Зелёной стрелы, стал официальным опекуном Харпера.
Харпер стал также одним из основателей команды Юные Титаны. После роспуска оригинальной команды он присоединился к банде Великая Лягушка и стал наркоманом, первым в комиксах DC, в получившей приз истории в «Green Lantern» #85-86 (сентябрь и ноябрь 1971), части большей, 14-серийной истории, которую вели Денни О’Нил и Нил Адамс. Рой провел некоторое время в Отряде Самоубийц, после чего вернулся к Титанам.
Он удочерил дочь злодейки Чешир, и позже взял имя Арсенал в «New Titans» #99 (1993). Однако в Justice League of America #1 (том 3) он назван Красной стрелой. После того, как его дочь убили, и одну из его рук отрубил Прометей в «Justice League: Cry for Justice», Рой был одним из основных персонажей мини-серии «Justice League: The Rise of Arsenal», в которой он снова берёт себе имя «Арсенал». 

### Миа Дерден

Миа Дерден, новый Спиди. Рисунок Маркоса Мартина.

Миа Дерден впервые появилась в Green Arrow (Том 3) #2 в 2001 году. Миа была девочкой-подростком, сбежавшей из дома из-за насилия со стороны отца и стала проституткой. Оливер Квин, недавно вернувшийся из мертвых, спас её от одного из клиентов. Миа попыталась убедить Оливера взять её помощником, и втайне от него начала тренироваться с Коннором Хоуком, пока он восстанавливал свою жизнь. Она продолжала проситься в ученики Оливеру, но он отказывался, поскольку не хотел поставить еще одну юную жизнь под угрозу. Однако она лишь удвоила свои усилия, и он, в конце концов, позволил ей стать новым Спиди. Впоследствии она присоединилась к  Юным Титанам, но вскоре покинула команду.

## Силы и способности
Спиди, как и его/её наставник носит широкий набор особых стрел, наиболее известной из которых является стрела с боксерской перчаткой, оглушающая противника. Спиди носит несколько других вариаций стрел, таких, как стрелы с усыпляющим газом, взрывающиеся стрелы и самые обычные.
Вместе с мастерским владением луком, Спиди изучил несколько видов боевых искусств, включая дзюдо, кикбоксинг и карате.
Будучи Арсеналом, Рой Харпер показал эффективность в управлении с большим количеством оружия, таким, как ружья, дубинки и бумеранги. Он также стал мастером Муу Ги Гонг, позволившему ему использовать буквально любой объект как импровизированное оружие.
Рой Харпер знает японский язык  и может понимать русский язык.

## Другие версии

### Спиди с Земли-2
Был вариант Спиди на Земле-2, бывший членом Семи солдат Победы (англ. Seven Soldiers of Victory) и Всезвездного дивизиона (англ. All-Star Squadron) в 1940-х годах вместе со своим наставником, Зелёной стрелой. Помимо их происхождения (их тренировали вместе на вершине столовой горы) их история почти полностью повторяет историю Земли-1, вплоть до момента битвы с Человеком-туманностью (англ. Nebula Man), в ходе которой их вместе с товарищами бросает в различные времена. Позже он и его товарищи получили помощь от Общества Справедливости и Лиги Справедливости в спасении Земли-2 от их старого врага — Железной руки (англ. Iron Hand). Годы спустя возвращения в настоящее, Спиди вернулся из отставки, вместе со своим наставником, погибшим во время Кризиса на Бесконечных Землях. После этого Спиди Земли-2 не было видно.

## В других медиа

### Телевидение
- Впервые на телевидении Спиди (Рой Харпер) появился как член команды Юные Титаны в мультсериале The Superman/Aquaman Hour of Adventure.
- Спиди (Рой Харпер) появился в мультсериале Teen Titans, озвученный Майком Эрвином.
- Появился в эпизоде Patriot Act мультсериала Justice League Unlimited, как более взрослая версия Спиди из мультсериала Teen Titans, с костюмом в схожего внешнего вида.
- Спиди появляется в эпизодах «Рассвет Дедмена» и «Sidekicks Assemble» мультсериала «Batman: The Brave and the Bold», озвученный Джейсоном Марсденом.[3]
- Спиди (Миа Дерден) появилась в 9 сезоне сериала «Тайны Смолвиля» в эпизоде «Меж двух огней». Мию Дерден, ученицу Зелёной стрелы, здесь играет Элис Гатьен.[4] В этой версии Миа Дерден — проститутка, обучающая себя в уличных боях и пытающаяся набрать денег, чтобы уйти от своего сутенёра Рика. Оливер Куин видит в ней родственную душу и начинает тренировать её и учить контролю своего гнева. Рик заставляет её выманить Оливера в отдаленное место, чтобы похитить его, но Миа оборачивается против него. Рика арестовывают, и Миа продолжает своё обучение у Оливера, узнав вскоре, что он — Зелёная стрела.
- Рой Харпер появился в мультсериала Young Justice, озвученный Криспином Фриманом.
- В телесериале «Стрела» сестра Оливера Квина, Теа (Уилла Холланд) имеет прозвище Спиди. В 15 серии, у неё крадёт сумочку вор с красным капюшоном по имени Рой Уильям Харпер-младший. Позднее, во втором сезоне, Оливер Квин раскрывает Рою свою личность и начинает его тренировки, после чего Рой Харпер получает собственные лук и маску, как часть команды Стрелы. Оливер дал ему прозвище Арсенал.
- В финале 3 сезона, Сестра Оливера Квина, Теа впервые появляется в костюме Красной стрелы(Арсенала) и Оливер дает ей прозвище Спиди.